# Hünfeld
Hünfeld – miasto w Niemczech, w kraju związkowym Hesja, w rejencji Kassel, w powiecie Fulda.

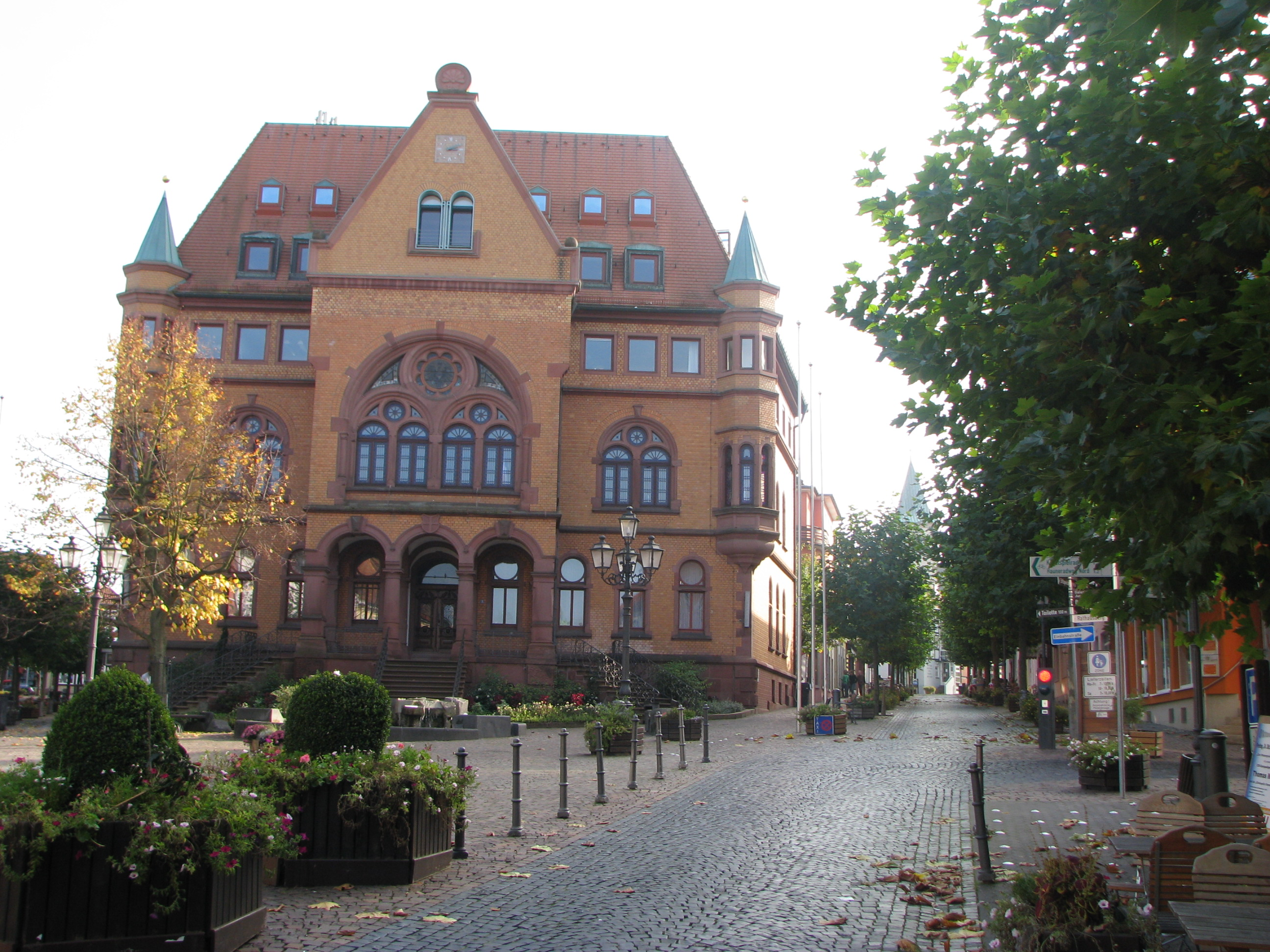
Ratusz w Hünfeld

## Współpraca
Miejscowości partnerskie:
- Geisa, Turyngia[2]
- Landerneau, Francja (od 1968)[2]
- Prószków, Polska (od 1997)[2]
- Steinberg im Erzgebirge, Saksonia[2]

Miasto utrzymuje także patronat nad przesiedlonymi z miasta Nové Město pod Smrkem (dawniej Neustadt an der Tafelfichte).